# 阪急スポーツ企画
阪急スポーツ企画株式会社（はんきゅうスポーツきかく、英: Hankyu Sport Kikaku Co.,Ltd.）は、かつて存在した阪急電鉄グループおよび神戸電鉄グループの企業。

## 概要
神戸電鉄粟生線西鈴蘭台駅隣接地の神戸電鉄社有地1,867 m2にスイミングスクールを建設する計画のもと、1976年（昭和51年）11月18日より神鉄設計によって建設工事が開始された「阪急スイミングスクール西鈴蘭台」を運営すべく、阪急不動産（現：阪急阪神不動産）・阪急電鉄・神戸電気鉄道（現：神戸電鉄）の3社共同出資で設立された。
1977年（昭和52年）に開校した西鈴蘭台校に続いて、1983年（昭和58年）には神戸電鉄保有の北鈴神鉄駅前ビル内に「阪急スイミングスクール北鈴蘭台」を開校。神戸電鉄・神鉄エンタープライズが開発した「神鉄北鈴蘭台第3次ニュータウン（1,025区画）」の分譲開始にあわせたものであった。
1985年（昭和60年）には阪急電鉄保有の北野阪急ビル内に、完全会員制タイプの「オキシー阪急」を開校。1991年（平成3年）には「オキシー阪急川西」を開校した。
1993年（平成5年）2月1日より株式会社オキシーと合併した。

## 備考
- 2003年（平成15年）以降、全施設がコナミスポーツもしくは神戸電鉄に移管され、「コナミスポーツクラブ」または「神鉄スイミングスクール」として運営されている。
- 神戸電鉄の持株比率は20%未満であったが、神戸電鉄グループにも所属していた。